# Franskt fönster

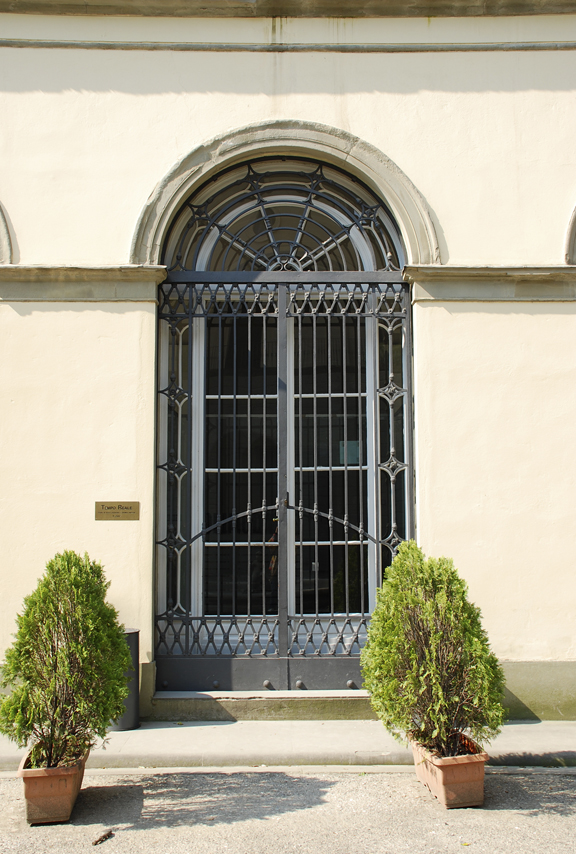
Franskt fönster, här försett med skyddande järngrindar

Ett franskt fönster är ett dubbelfönster som saknar mittpost och går ända ned till golvet. I markplan fungerar ett franskt fönster ofta som utgång till trädgård eller liknande. Ett franskt fönster i övervåning kompletteras antingen med ett järnräcke eller med en balkong.